# Tours préliminaires à la Coupe du monde de football
Les tours préliminaires à la Coupe du monde de football sont des phases de qualification par lesquelles les équipes des différentes fédérations inscrites et membres de la FIFA, représentant chacune une nation, doivent passer pour participer à la phase finale de la Coupe du monde de la FIFA.  Ces compétitions préliminaires permettent de qualifier 32 équipes (actuellement) pour le tournoi final de la Coupe du monde.
Autrefois entièrement prises en charge par la FIFA, les compétitions de qualification sont actuellement gérées par les six confédérations continentales : la CAF (Afrique), l'AFC (Asie), l'UEFA (Europe), la CONMEBOL (Amérique du Sud), l'OFC (Océanie) et la CONCACAF (Amérique du Nord, centrale et Caraïbes). Avant le début des qualifications, la FIFA alloue à chaque confédération un quota de places pour le tournoi final, selon la présence d'équipes relativement fortes dans chacun des continents.
À l'exception notable de l'Italie en 1934, l'équipe du pays hôte reçoit d'office une place pour le tournoi final et ne participe donc pas à ces tours préliminaires. Jusqu'en 2002, le tenant du titre était également qualifié d'office. Hormis cela, les résultats de la précédente Coupe du monde n'influent pas sur le processus de qualification — contrairement à beaucoup d'autres sports.

## Histoire
Les tours préliminaires à la Coupe du monde ont évolué dans le temps. Pour la première Coupe du monde en 1930, la FIFA n'avait pas prévu d'organiser une phase préliminaire. Elle escomptait simplement remplir un tableau de seize équipes, après avoir envoyé des invitations. Finalement le nombre de réponses favorables (treize inscriptions) a été inférieur à celui espéré. Les tours préliminaires ont fait leur apparition dès la seconde édition et représentent désormais une campagne de sélection de deux ans et demi parmi plus de 200 fédérations à travers le monde.
Le nombre de places en phase finale a régulièrement augmenté : 16 jusqu'en 1978, puis 24 entre 1982 et 1994, 32 de 1998 à 2022, et enfin 48 en 2026. Cependant, le système de qualification préliminaire est resté le même ; en général, il s'agit d'équipes d'une même confédération qui s'affrontent en groupes, avec éventuellement des tours éliminatoires avant (pour éliminer les plus faibles) ou après (barrages continentaux et/ou intercontinentaux qui qualifient pour la phase finale).

### Nombre de places par confédération
Ce tableau montre le nombre de places qualificatives attribuées par la FIFA pour chaque continent à chaque phase finale. Les places qui peuvent être obtenues après un match de barrages sont notées 0,5 ; après deux barrages, 0,25.
"+T" = place pour le tenant du titre. "+H" = place pour le(s) pays hôte(s) de la phase finale. En gras les confédérations qui ont remporté les barrages inter-continentaux.
| Zone continentale            | 1934 (16) | 1938 (15) | 1950 (13) | 1954 (16) | 1958 (16) | 1962 (16) | 1966 (16) | 1970 (16) | 1974 (16) | 1978 (16) | 1982 (24) | 1986 (24) | 1990 (24) | 1994 (24) | 1998 (32) | 2002 (32) | 2006 (32) | 2010 (32) | 2014 (32) | 2018 (32) | 2022 (32) | 2026 (48) |
| ---------------------------- | --------- | --------- | --------- | --------- | --------- | --------- | --------- | --------- | --------- | --------- | --------- | --------- | --------- | --------- | --------- | --------- | --------- | --------- | --------- | --------- | --------- | --------- |
| Afrique                      | 1         | /         | /         | /         | 0,5       | 0.5       | 1         | 1         | 1         | 1         | 2         | 2         | 2         | 3         | 5         | 5         | 5         | 5 +H      | 5         | 5         | 5         | 9         |
| Asie                         | 1         | 1         | 1         | 1         | 0,5       | 0,5       | 1         | 1         | 1         | 1         | 2         | 2         | 2         | 2         | 3,5       | 2,5 +2H   | 4,5       | 4,5       | 4,5       | 4,5       | 4,5 +H    | 8         |
| Océanie                      | /         | /         | /         | /         | /         | /         | 1         | 1         | 1         | 1         | 2         | 0,5       | 0,5       | 0,25      | 0,5       | 0,5       | 0,5       | 0,5       | 0,5       | 0,5       | 0,5       | 1         |
| Europe                       | 12        | 11 T H    | 7 +T      | 11 +H     | 9,5 +T+H  | 9         | 9 +H      | 8 +T      | 8,5 +H    | 8,5 +T    | 13 +H     | 12,5 +T   | 13 +H     | 12 +T     | 14 +H     | 13,5 +T   | 13 +H     | 13        | 13        | 13 +H     | 13        | 16        |
| Amérique du Nord et Caraïbes | 1         | 1         | 2         | 1         | 1         | 0,5       | 1         | 1 +H      | 1         | 1         | 2         | 1 +H      | 2         | 1,25 +H   | 3         | 3         | 3,5       | 3,5       | 3,5       | 3,5       | 3,5       | 3 +3H     |
| Amérique du Sud              | 2         | 1         | 4 +H      | 1 +T      | 3         | 3,5 +T+H  | 3 +T      | 3         | 2,5 +T    | 2,5 +H    | 3 +T      | 4         | 2,5 +T    | 3,5       | 4 +T      | 4,5       | 4,5       | 4,5       | 4,5 + H   | 4,5       | 4,5       | 6         |
| Total                        | 16        | 16        | 16        | 16        | 16        | 16        | 16        | 16        | 16        | 16        | 24        | 24        | 24        | 24        | 32        | 32        | 32        | 32        | 32        | 32        | 32        | 48        |

### Nombre de participants aux tours préliminaires
Le nombre de fédérations participantes aux qualifications, et donc le nombre de matchs joués, a augmenté au fil du temps.
| Zone continentale                      | 1934 (16) | 1938 (15) | 1950 (13) | 1954 (16) | 1958 (16) | 1962 (16) | 1966 (16) | 1970 (16) | 1974 (16) | 1978 (16) | 1982 (24) | 1986 (24) | 1990 (24) | 1994 (24) | 1998 (32) | 2002 (32) | 2006 (32) | 2010 (32) | 2014 (32) | 2018 (32) |
| -------------------------------------- | --------- | --------- | --------- | --------- | --------- | --------- | --------- | --------- | --------- | --------- | --------- | --------- | --------- | --------- | --------- | --------- | --------- | --------- | --------- | --------- |
| Afrique                                | 3         | 1         | 0         | 1         | 11        | 6         | 21        | 13        | 24        | 26        | 29        | 29        | 26        | 40        | 38        | 51        | 51        | 53        | 52        | 54        |
| Asie                                   | 3         | 3         | 4         | 6         | 11        | 5         | 21        | 7         | 18        | 22        | 21        | 27        | 26        | 29        | 36        | 42        | 39        | 43        | 43        | 46        |
| Océanie                                | 0         | 0         | 0         | 0         | 0         | 0         | 21        | 7         | 18        | 22        | 21        | 4         | 5         | 7         | 10        | 10        | 12        | 11        | 11        | 11        |
| Europe                                 | 21        | 24        | 19        | 27        | 29        | 30        | 33        | 31        | 33        | 32        | 34        | 33        | 33        | 39        | 50        | 51        | 52        | 53        | 53        | 53        |
| Amérique du Nord, Centrale et Caraïbes | 4         | 6         | 3         | 5         | 6         | 8         | 10        | 14        | 14        | 17        | 15        | 18        | 16        | 23        | 30        | 35        | 34        | 35        | 35        | 35        |
| Amérique du Sud                        | 4         | 3         | 8         | 6         | 9         | 9         | 10        | 10        | 10        | 10        | 10        | 10        | 10        | 9         | 10        | 10        | 10        | 10        | 10        | 10        |
| Inscriptions (total)                   | 32        | 37        | 34        | 45        | 55        | 56        | 74        | 75        | 99        | 107       | 109       | 121       | 116       | 147       | 174       | 199       | 198       | 205       | 204       | 209       |
| Participants                           | 27        | 21        | 19        | 33        | 46        | 49        | 51        | 68        | 90        | 95        | 103       | 110       | 103       | 130       | 168       | 193       | 194       | 200       | 203       |           |
| Qualifiés sans jouer                   | 2         | 4 (+2)    | 5 (+2)    | 1 (+2)    | (+2)      | (+2)      | (+2)      | (+2)      | (+2)      | (+2)      | (+2)      | (+2)      | (+2)      | (+2)      | (+2)      | (+3)      | (+1)      | [ p 4 ]   | (+1)      | (+1)      |
| Matchs joués                           | 26        | 22        | 26        | 57        | 89        | 92        | 127       | 172       | 226       | 252       | 306       | 308       | 314       | 497       | 643       | 777       | 847       | 853       | 828       |           |
| Buts inscrits                          | 141       | 96        | 121       | 208       | 341       | 325       | 393       | 542       | 620       | 723       | 797       | 801       | 735       | 1446      | 1922      | 2452      | 2464      | 2344      | 2303      |           |
| Buts/match (moyenne)                   | 5,22      | 4,36      | 4,65      | 3,65      | 3,83      | 3,53      | 3,09      | 3,15      | 2,74      | 2,87      | 2,60      | 2,60      | 2,34      | 2,91      | 2,99      | 3,16      | 2,91      | 2,75      | 2,81      |           |

1. ↑  La Confédération d'Océanie de football a utilisé les préliminaires à la Coupe du monde comme partie ou intégralité la Coupe d'Océanie des nations, certains pays non inscrits à la FIFA peuvent participer à des matches en même temps que les préliminaires. Dans les préliminaires 2006, la Nouvelle-Calédonie fut incluse dans le tournoi sans être membre de la FIFA à ce moment. Ils furent toutefois inclus parmi les 12 nations ayant joint la FIFA pendant les qualifications, alors qu'ils venaient d'être éliminés quelques jours plus tôt. Une situation similaire s'est produite avec le Monténégro pour les préliminaires 2010, non admis à la FIFA à leur commencement. Dans un cas opposé, les Tuvalu ont fait partie du tournoi de football des Jeux du Pacifique Sud 2007, qui sert en partie de préliminaires à la Coupe du monde 2010 : ils ne font pas partie des onze membres de l'OFC, mais leurs résultats auront un impact sur les préliminaires.
2. ↑  Inclus les qualifiés d'office pour la phase finale. Inclus les inscriptions non validées par la FIFA.
3. ↑  Participants effectifs à la phase éliminatoire uniquement : nombre d'équipes ayant joué au moins un match de qualification.
4. 1 2  Bien que l'Afrique du Sud soit qualifiée d'office pour 2010 en tant que pays organisateur, elle participe aux éliminatoires de la zone CAF en raison de la double-utilisation des matchs qui servent dans le même temps de préliminaires à la Coupe du monde et d'éliminatoires à la Coupe d'Afrique des nations (disputée six mois avant le mondial). L'Afrique du Sud devient ainsi le premier pays hôte à disputer la phase préliminaire de la Coupe du monde depuis 1934.
5. ↑  Qualifiés par forfait d'un ou plusieurs adversaires, sans avoir eu à disputer le moindre match éliminatoire. Plus entre parenthèses les qualifiés d'office.